# Kilimandscharo (Moshi)
Kilimandscharo ist ein Verwaltungsbezirk (Ward) des Distrikts Moshi (MC) in der tansanischen Region Kilimandscharo.

## Geografie
Kilimandscharo liegt im Nordosten von Tansania, es ist ein Bezirk im nördlichen Zentrum der Regionshauptstadt Moshi. Die Grenze im Westen bildet der Fluss Karanga, im Süden die Nationalstraße T2 und im Südosten die Kilimanjaro Road. Im Osten geht der Bezirk bis zur Sokoine Avenue und im Norden zur Shanty Town Road.
Der Bezirk grenzt im Norden an Longuo B, im Nordosten in einem Punkt an Rau, im Osten an Mfumuni, im Süden an Mawenzi, Kiusa und Soweto und im Westen an Karanga. Bei der Volkszählung 2022 lebten 8752 Menschen in 1394 Haushalten auf einer Fläche von 4,6 Quadratkilometern.

## Gliederung
Der Bezirk besteht aus drei Stadtteilen (Mtaa):
- Kilimanjaro
- Makongoro
- Mawenzi

## Wirtschaft und Infrastruktur
- Bildung: Die Mawenzi Secondary School ist eine staatliche weiterführende Schule.[8]
- Gesundheit: Im Bezirk liegt die private Augenklinik Optometry Clinic Kilimanjaro.[9]